# ジャフナ駅
ジャフナ駅（ジャフナえき、英: Jaffna railway station, タミル語: யாழ்ப்பாணம் புகையிரத  நிலையம், シンハラ語: යාපනය දුම්රිය ස්ථානය）は、スリランカ北部州の州都ジャフナにある、スリランカ国鉄ノーザンラインの鉄道駅。スリランカ最大の都市であるコロンボまでを結ぶ特急が運行されており、国内でも特に利用者の多い駅の1つである。
1980年代後半に内戦で深刻な被害を受け、1990年にはバブニヤ以北の路線運行が停止された。それ以降は駅舎が放棄されたため、更なる被害を被った。2009年に内戦が終結すると政府は路線と駅舎の復旧工事を行い、2014年10月13日についにジャフナまでの区間の路線運行が再開された。

## 沿革

### 路線建設
19世紀後期、イギリス領セイロン北部の住民が南部との交通手段として鉄道を求める運動を始めた。そして1891年にジャフナ鉄道委員会の報告書が発表され、その中でクルネーガラまでの新線（現ノーザンライン）の建設と、クルネーガラからジャフナまでの事前調査の実施が必要とされた。この路線はポロガハウェラでメインラインと接続し、コロンボまでの直通列車が運行された。そして1892年に路線認可が降り、1894年2月14日にクルネーガラまでの路線が開通した。そして1897年12月には「ノーザン鉄道」の建設許可が降り、1899年10月には立法評議会において同路線の建設が承認された。その後1900年1月にクルネーガラからジャフナを通過してカンカサントゥライまで至る路線の入札が行われ、同年4月から実際に工事が始まった。 そして同年7月にはジャフナを含むカンカサントゥライからチャヴァカチェリまでの区間34kmも建設が始まった。そして1902年3月11日、セイロン総督サー・J・W・リッジウェイにより同区間が公式に開通した。その後チャヴァカチェリ - パライ間23kmが同年9月5日、パライ - アヌラーダプラ間が1904年11月1日に開通し、最後にアヌラーダプラ - メダワッチヤ間が1905年3月11日に開通した。 
そして同年8月1日、コロンボからの最初の列車がジャフナ駅に到着した。当時の所要時間は13時間20分であり、カンカサントゥライ - バブニヤ間には単線で16駅、12停車場が設置された。

### 特急の運行開始
1956年4月23日、ジャフナ - コロンボ間を7時間で結ぶ特急ヤル・デヴィ号の運行が開始された。この特急により両都市間の交通は改善され、ジャフナ駅は国内第2位の乗客者数を誇る駅となった。またこの特急の運賃収入も国鉄最大の収益源となった。同駅間には毎日旅客列車8本、貨物列車6本が運行されるようになった。1980年代初めには、1日あたり約6,000人がノーザンラインを利用していた。

### 内戦による運行停止

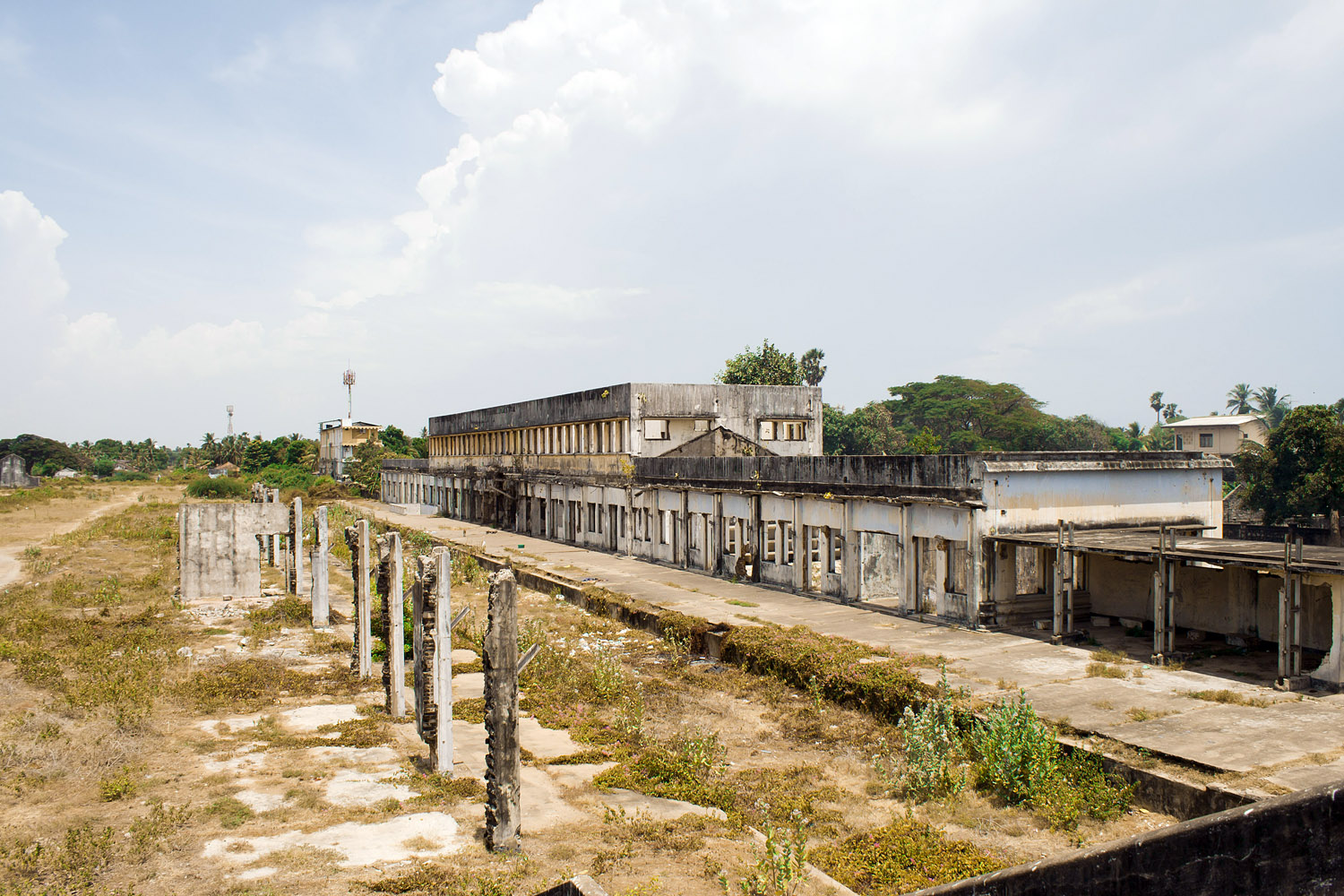
内戦によって荒廃した駅舎（2011年8月）

1983年、スリランカ内戦が勃発するとノーザンラインは兵員輸送手段として活用された。そのためヤル・デヴィ号も反政府組織の攻撃対象となった。1985年1月19日、反政府組織タミル・イーラム解放機構（TELO）によってムッライッティーヴー県を走行中の列車が爆破され、兵員22名を含む34名が死亡した。そしてその翌年3月25日にもバブニヤ - プリヤンクラム間を走行中の列車が攻撃された。その後線路はインドから派遣されたインド平和維持軍（IPKF）によって再敷設され、1987年8月にはジャフナ - コロンボ間を結ぶ列車の運行が再開された。しかし、治安が悪化し続ける中で列車を利用する人はほとんどいなかった。1990年にIPKFが撤退すると、タミル・イーラム解放のトラ（LTTE）はジャフナを含むIPKF支配地域のほぼ全てを占領した。そして同年半ばにはLTTEとスリランカ政府の間で結ばれていた休戦が破られ、全面戦争となった。特に最重要奪還目標とされたジャフナ周辺はスリランカ軍の猛攻にさらされ、ジャフナ駅には数百名の民間人が避難した。しかし同年8月9日にはスリランカ空軍がジャフナ駅を爆撃し、列車6両が破壊され8名が死亡した。同年6月13日にジャフナへ到着した列車は線路が破壊されたためコロンボへと戻れなくなった。また8月16日にも駅舎への爆撃が行われた。その後数年間でカンカサントゥライ - バブニヤ間の線路は完全に破壊され、廃棄された客車はスリランカ軍、反政府軍それぞれの陣地として利用された。

### 終戦・復旧工事

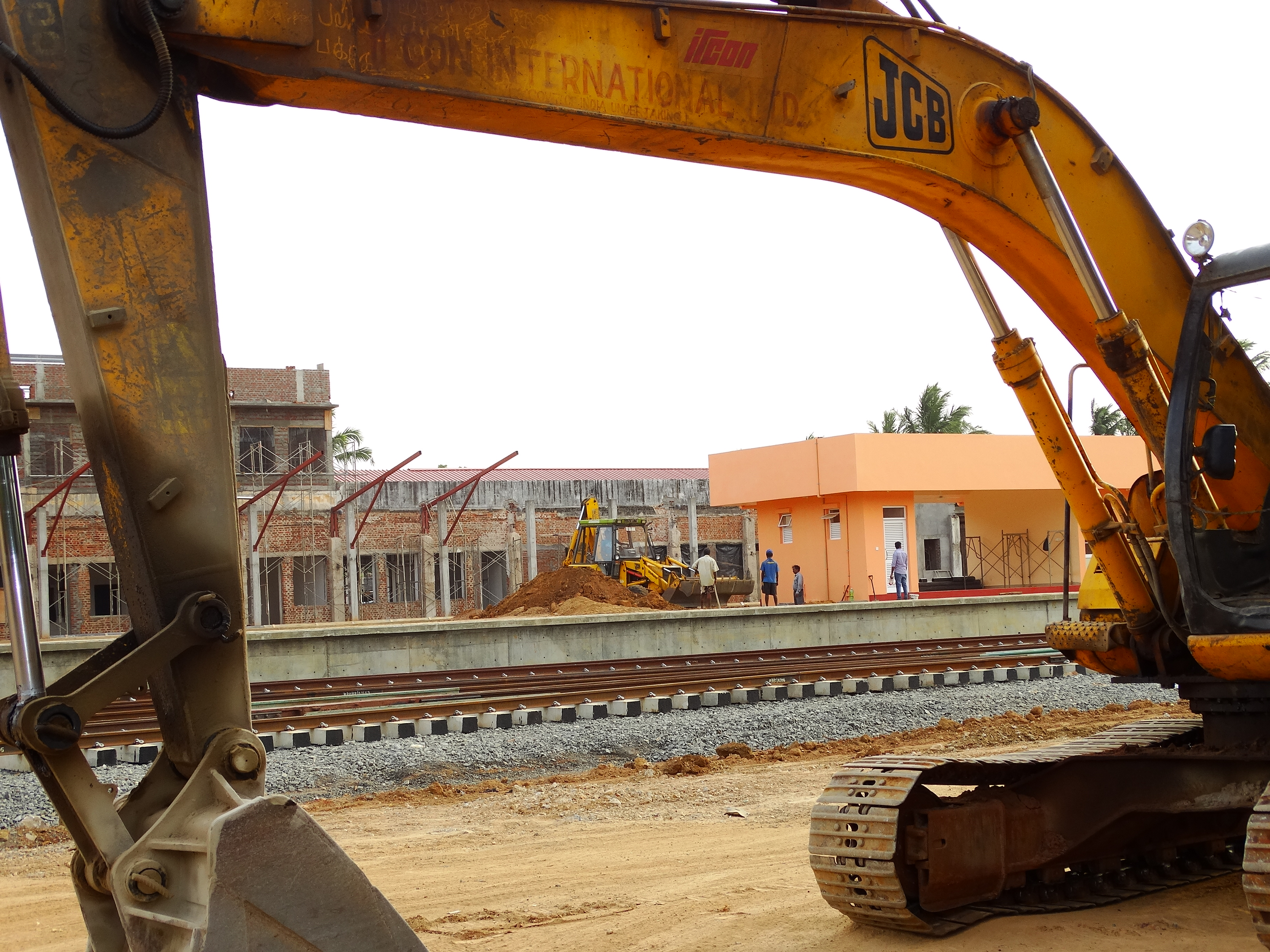
復旧工事の様子

1995年にはスリランカ政府がジャフナ半島を奪還したが、ノーザンラインの復旧工事はしばらく行われなかった。内戦が終結した後の2009年5月、スリランカ政府はようやくノーザンラインのバブニヤ - カンカサントゥライ間の復旧工事を開始した。バブニヤからオーマンタイまでの復旧工事はスリランカ軍が担当し、2011年5月27日に同区間の復旧が完了した。
オーマンタイ - パライ間96kmの復旧工事はインドの政府系建設会社であるIrcon International社が受注した。このプロジェクトの総額は1億8,500万米ドルで、インド政府からのソフトローンで賄われた。また、2011年6月にはスリランカ鉄道とセイロン銀行の間でジャフナ駅再建計画に向けた合意が締結された。このプロジェクトの総額は8,900万スリランカ・ルピーである。翌月にはパライ - カンカサントゥライ間56kmの建設もIrcon Internationalが担当することが発表された。このプロジェクトの総額は1億5,000万米ドルで、資金はインド輸出入銀行からのローンで賄われた。当初計画では2013年中にノーザンライン全路線の復旧が完了する予定であった。
工事が始まると、2013年9月14日にオーマンタイ - キリノッチ間、2014年3月4日にキリノッチ - パライ間、同年10月13日にパライ - ジャフナ間が復旧した。